# Westers christendom
Westers christendom of de westerse kerk is een term die gebruikt wordt in het oosters christendom. Westers christendom omvat het katholicisme en het protestantisme.

## Geschiedenis
Vanaf de val van het West-Romeinse Rijk, 476 na Chr., werden de verschillen tussen het Griekstalige oosten en het Latijnstalige westen steeds groter. Bij het Grote Schisma van 1054 viel de kerk dus uiteen. Het westers christendom was toen nog te vereenzelvigen met de Rooms-Katholieke Kerk.
De splitsing ontstaat als in 1054 bij het Grote Schisma paus Leo IX van Rome en Michaël I van Constantinopel, als de twee belangrijkste patriarchen van het christendom, elkaar wederzijds excommuniceren oftewel ‘buiten de kerk zetten’.
Sinds de reformatie in de 16e eeuw wordt de term westers christendom in het Westen nauwelijks meer gebruikt, men spreekt alleen nog afzonderlijk over katholicisme en protestantisme.

## Trivia
De oosterse kerken menen dat de katholieken zich hebben afgescheiden terwijl de katholieken menen dat de oostersen zich hebben afgescheiden. 
Vaak gebruiken aanhangers van het oosters christendom de juliaanse kalender terwijl aanhangers van het westers christendom juist de gregoriaanse kalender gebruiken.